# بخش مون-دو-مرسان
بخش مون-دو-مرسان (به فرانسوی: Arrondissement de Mont-de-Marsan) یک بخش در فرانسه است که در لاند واقع شده‌است.